# Cacilhas (Oeiras)
Cacilhas é uma localidade pertencente à freguesia de Oeiras e São Julião da Barra, Paço de Arcos e Caxias. Situada à margem direita da ribeira da Laje, é delimitada a norte pela A5 e limita a leste com a Quintã e com a vila de Paço de Arcos, a sul com a Figueirinha e a oeste com a Estação Agronómica Nacional. Compõe-se sobretudo de residências de baixa densidade construídas na década de 80 do século XX, bem como alguns núcleos habitacionais de maior densidade. Dentro dos seus limites incluem-se a Quinta da Laje, o Casal do Brejo e a Urbanização C.H.E.O.